# Kiewroła
Kiewroła (ros. Кеврола) – wieś (dieriewnia) w Rosji, w obwodzie archangielskim, w rejonie pinieskim. W 2010 liczyła 447 mieszkańców.